# Arsinoitheriidae
Los arsinoitéridos (Arsinoitheriidae) son una familia de mamíferos placentarios del extinto orden Embrithopoda. Se han encontrado restos en la zona de Oriente Medio, África, Asia y Europa.
Tenían una apariencia similar a la de los modernos rinocerontes, con los que no están emparentados. Vivieron del Eoceno al Oligoceno. El nombre deriva de la antigua reina de Arsínoe II, donde se encontraron fósiles siguiendo pistas del Arsinoitherium cerca de su palacio.

## Clasificación
- Familia Arsinoitheriidae
  - Género Arsinoitherium
    - Arsinoitherium andrewsii
    - Arsinoitherium giganteum
    - Arsinoitherium zitteli

  - Género Crivadiatherium
    - Crivadiatherium iliescui

  - Género Palaeoamasia
    - Palaeoamasia kansui